# Премія «Еммі» за найкращу чоловічу роль у драматичному телесеріалі
Це список лауреатів і номінантів на премію «Еммі» за найкращу чоловічу роль у драматичному телесеріалі.

## Лауреати й номінанти

### 1950-ті
| Рік  | Номінант (роль)                           | Серіал (телеканал)                   |
| 1957 | Роберт Янг (Джим Андерсон)                | Батько знає краще (NBC)              |
| 1957 | Г'ю О'Браян (Ваєтт Ерп)                   | Життя і легенда Ваєтта Ерпа (ABC)    |
| 1957 | Джеймс Арнесс (Метт Діллон)               | Димок зі ствола (CBS)                |
| 1957 | Шарль Буайе (Поль)                        | Театр чотирьох зірок (CBS)           |
| 1957 | Девід Нівен (Енді)                        | Театр чотирьох зірок (CBS)           |
| 1958 | Роберт Янґ (Джим Андерсон)                | Батько знає краще (NBC)              |
| 1958 | Джеймс Арнесс (Мет Діллон)                | Димок зі ствола (CBS)                |
| 1958 | Роберт Каммінгс (Боб Коллінз)             | Шоу Боба Каммінгса (CBS, NBC)        |
| 1958 | Денні Томас (Денні Вільямс)               | Поступіться місцем папаше (ABC, CBS) |
| 1959 | Реймонд Берр (Перрі Мейсон)               | Перрі Мейсон (CBS)                   |
| 1959 | Ефрем Цимбаліст (молодший) (Стюарт Бейлі) | Сансет-Стріп, 77 (ABC)               |
| 1959 | Джеймс Арнесс (Метт Діллон)               | Димок зі ствола (CBS)                |
| 1959 | Річард Бун (Паладін)                      | Є зброя — будуть подорожі (CBS)      |
| 1959 | Джеймс Гарнер (Брет Меверік)              | Меверік (ABC)                        |
| 1959 | Крейг Стівенс (Пітер Ганн)                | Пітер Ганн (NBC)                     |

### 1960-ті
| 1960 | Роберт Стек (Еліот Несс)                                                                                        | Недоторкані (ABC)                                                                                               |
| 1960 | Реймонд Берр (Перрі Мейсон)                                                                                     | Перрі Мейсон (CBS)                                                                                              |
| 1960 | Річард Бун (Паладін)                                                                                            | Є зброя — будуть подорожі (CBS)                                                                                 |
| 1961 | Реймонд Берр (Перрі Мейсон)                                                                                     | Перрі Мейсон (CBS)                                                                                              |
| 1961 | Джекі Купер (Чік Геннесі)                                                                                       | Геннесі (CBS)                                                                                                   |
| 1961 | Роберт Стек (Еліот Несс)                                                                                        | Недоторкані (ABC)                                                                                               |
| 1962 | Е. Г. Маршалл (Лоуренс Престон)                                                                                 | Захисники (CBS)                                                                                                 |
| 1962 | Вінс Едвардс (Бен Кейсі)                                                                                        | Бен Кейсі (ABC)                                                                                                 |
| 1962 | Джекі Купер (Чік Геннесі)                                                                                       | Геннесі (CBS)                                                                                                   |
| 1962 | Пол Берк (Адам Флінт)                                                                                           | Оголене місто (ABC)                                                                                             |
| 1962 | Джордж Магаріс (Баз Мердок)                                                                                     | Шосе 66 (CBS)                                                                                                   |
| 1963 | Е. Г. Маршалл (Лоуренс Престон)                                                                                 | Захисники (CBS)                                                                                                 |
| 1963 | Вік Морроу (Чіп Сондерс)                                                                                        | Бій! (ABC) |
| 1963 | Дік Ван Дайк (Роб Петрі)                                                                                        | Шоу Діка Ван Дайка (CBS)                                                                                        |
| 1963 | Ернест Боргнайн (Квінтон Макхейл)                                                                               | Флот Макгейла (ABC)                                                                                             |
| 1963 | Пол Берк (Адам Флінт)                                                                                           | Оголене місто (ABC)                                                                                             |
| 1964 | Дік Ван Дайк (Роб Петрі)                                                                                        | Шоу Діка Ван Дайка (CBS)                                                                                        |
| 1964 | Джордж К. Скотт (Ніл Брок)                                                                                      | Іст-Сайд/Вест-Сайд (CBS)                                                                                        |
| 1964 | Девід Дженсен (Річард Кімбл)                                                                                    | Втікач (ABC) |
| 1964 | Дін Джаггер (Альберт Вейн)                                                                                      | Містер Новак (NBC)                                                                                              |
| 1964 | Річард Бун (Суддя)                                                                                              | Шоу Річарда Буна (NBC)                                                                                          |
| 1965 | Вручалися індивідуальні нагороди акторам і виконавцям без поділу за статтю, типом програми та тривалістю участі | Вручалися індивідуальні нагороди акторам і виконавцям без поділу за статтю, типом програми та тривалістю участі |
| 1966 | Білл Косбі (Александр Скотт)                                                                                    | Я — шпигун (NBC)                                                                                                |
| 1966 | Девід Дженссен (Річард Кімбл)                                                                                   | Втікач (ABC) |
| 1966 | Роберт Мартін Калп (Келлі Робінсон)                                                                             | Я — шпигун (NBC)                                                                                                |
| 1966 | Девід Маккаллум (Ілля Курякін)                                                                                  | Людина від Д.Я.Д.І. (NBC)                                                                                       |
| 1966 | Річард Кренна (Джеймс Слеттері)                                                                                 | Люди Слеттері (CBS)                                                                                             |
| 1967 | Білл Косбі (Александр Скотт)                                                                                    | Я — шпигун (NBC)                                                                                                |
| 1967 | Роберт Мартін Калп (Келлі Робінсон)                                                                             | Я — шпигун (NBC)                                                                                                |
| 1967 | Девід Дженсен (Річард Кімбл)                                                                                    | Втікач (ABC) |
| 1967 | Мартін Ландау (Роллін Генд)                                                                                     | Місія нездійсненна (CBS)                                                                                        |
| 1967 | Бен Газзара (Пол Раян)                                                                                          | Біжи заради життя (NBC)                                                                                         |
| 1968 | Білл Косбі (Александр Скотт)                                                                                    | Я — шпигун (NBC)                                                                                                |
| 1968 | Роберт Мартін Калп (Келлі Робінсон)                                                                             | Я — шпигун (NBC)                                                                                                |
| 1968 | Реймонд Берр (Роберт Айронсайд)                                                                                 | Айронсайд (NBC)                                                                                                 |
| 1968 | Мартін Ландау (Роллін Генд)                                                                                     | Місія нездійсненна (CBS)                                                                                        |
| 1968 | Бен Газзара (Пол Раян)                                                                                          | Біжи заради життя (NBC)                                                                                         |
| 1969 | Карл Бетц (Клінтон Джад)                                                                                        | Захисник Джад (ABC)                                                                                             |
| 1969 | Реймонд Берр (Роберт Айронсайд)                                                                                 | Айронсайд (NBC)                                                                                                 |
| 1969 | Пітер Грейвс (Джеймс Фелпс)                                                                                     | Місія нездійсненна (CBS)                                                                                        |
| 1969 | Мартін Ландау (Роллін Генд)                                                                                     | Місія нездійсненна (CBS)                                                                                        |
| 1969 | Росс Мартін (Джеймс Вест)                                                                                       | Дикий, дикий Захід (CBS)                                                                                        |

### 1970-ті
| 1970 | Роберт Янг (Маркус Велбі)        | Доктор Маркус Уелбі (ABC)       |
| 1970 | Роберт Вагнер (Александр Манді)  | Потрібен злодій (ABC)           |
| 1970 | Майк Коннорс (Джо Меннікс)       | Меннікс (CBS)                   |
| 1970 | Реймонд Берр (Роберт Айронсайд)  | Айронсайд (NBC)                 |
| 1971 | Гел Голбрук (Гейс Стоу)          | Відважні: Сенатор (NBC)         |
| 1971 | Реймонд Берр (Роберт Айронсайд)  | Айронсайд (NBC)                 |
| 1971 | Майк Коннорс (Джо Мэннікс)       | Меннікс (CBS)                   |
| 1971 | Роберт Янґ (Маркус Велбі)        | Доктор Маркус Велбі (ABC)       |
| 1972 | Пітер Фальк (Коломбо)            | Коломбо (NBC)                   |
| 1972 | Реймонд Берр (Роберт Айронсайд)  | Айронсайд (NBC)                 |
| 1972 | Майк Коннорс (Джо Меннікс)       | Меннікс (CBS)                   |
| 1972 | Роберт Янґ (Маркус Велбі)        | Доктор Маркус Велбі (ABC)       |
| 1972 | Кіт Мітчелл (Генріх VIII)        | Шість дружин Генріха VIII (CBS) |
| 1973 | Річард Томас (Джон-Бой Волтон)   | Волтони (CBS)                   |
| 1973 | Девід Керрадайн (Кейн)           | Кунг-фу (ABC)                   |
| 1973 | Майк Коннорс (Джо Меннікс)       | Меннікс (CBS)                   |
| 1973 | Пітер Фальк (Коломбо)            | Коломбо (NBC)                   |
| 1973 | Вільям Конрад (Френк Кеннон)     | Кеннон (CBS)                    |
| 1974 | Теллі Савалас (Тео Коджак)       | Коджак (CBS)                    |
| 1974 | Вільям Конрад (Френк Кеннон)     | Кеннон (CBS)                    |
| 1974 | Карл Молден (Майк Стоун)         | Вулиці Сан-Франциско (ABC)      |
| 1974 | Річард Томас (Джон-Бой Уолтон)   | Уолтони (CBS)                   |
| 1975 | Роберт Блейк (Тоні Баретта)      | Баретта (ABC)                   |
| 1975 | Карл Молден (Майк Стоун)         | Вулиці Сан-Франциско (ABC)      |
| 1975 | Баррі Ньюман (Ентоні Петрочеллі) | Петрочеллі (NBC)                |
| 1975 | Теллі Савалас (Тео Коджак)       | Коджак (CBS)                    |
| 1976 | Пітер Фальк (Коломбо)            | Коломбо (NBC)                   |
| 1976 | Карл Молден (Майк Стоун)         | Вулиці Сан-Франциско (ABC)      |
| 1976 | Джеймс Гарнер (Джим Рокфорд)     | Досьє детектива Рокфорда (NBC)  |
| 1977 | Джеймс Гарнер (Джим Рокфорд)     | Досьє детектива Рокфорда (NBC)  |
| 1977 | Роберт Блейк (Тоні Баретта)      | Баретта (ABC)                   |
| 1977 | Пітер Фальк (Коломбо)            | Коломбо (NBC)                   |
| 1977 | Джек Клаґмен (Доктор Куінсі)     | Доктор Куінсі (NBC)             |
| 1977 | Карл Молден (Майк Стоун)         | Вулиці Сан-Франциско (ABC)      |
| 1978 | Едвард Аснер (Лу Грант)          | Лу Грант (CBS)                  |
| 1978 | Джеймс Бродерік (Даг Лоуренс)    | Сім'я (ABC)                     |
| 1978 | Пітер Фальк (Коломбо)            | Коломбо (NBC)                   |
| 1978 | Джек Клагмен (Доктор Квінсі)     | Доктор Квінсі (NBC)             |
| 1978 | Джеймс Гарнер (Джим Рокфорд)     | Досьє детектива Рокфорда (NBC)  |
| 1978 | Ральф Вейт (Джон Волтон-старший) | Волтони (CBS)                   |
| 1979 | Рон Лібман (Мартін Казінскі)     | Каз (CBS)                       |
| 1979 | Едвард Аснер (Лу Грант)          | Лу Грант (CBS)                  |
| 1979 | Джек Клагмен (Доктор Квінсі)     | Доктор Квінсі (NBC)             |
| 1979 | Джеймс Гарнер (Джим Рокфорд)     | Досьє детектива Рокфорда (NBC)  |

### 1980-ті
| 1980 | Едвард Аснер (Лу Грант)         | Лу Грант (CBS)                              |
| 1980 | Ларрі Гегмен (Джей Ар Юінг)     | Даллас (CBS)                                |
| 1980 | Джек Клагмен (Доктор Квінсі)    | Доктор Квінсі (NBC)                         |
| 1980 | Джеймс Гарнер (Джим Рокфорд)    | Досьє детектива Рокфорда (NBC)              |
| 1981 | Деніел Траванті (Френк Фурілло) | Блюз Гілл стріт (NBC)                       |
| 1981 | Луїс Госет                      | Палмерстаун, США (CBS)                      |
| 1981 | Джим Девіс (Джок Юінг)          | Даллас (CBS)                                |
| 1981 | Ларрі Гегмен (Джей Ар Юінг)     | Даллас (CBS)                                |
| 1981 | Едвард Аснер (Лу Грант)         | Лу Грант (CBS)                              |
| 1981 | Пернел Робертс (Джон Макінтайр) | Мисливець Джон (CBS)                        |
| 1982 | Деніел Траванті (Френк Фурілло) | Блюз Хілл стріт (NBC)                       |
| 1982 | Джеймс Гарнер (Брет Меверік)    | Брет Меверік (NBC)                          |
| 1982 | Джон Форсайт (Блейк Керрінгтон) | Династія (ABC)                              |
| 1982 | Едвард Аснер (Лу Грант)         | Лу Грант (CBS)                              |
| 1982 | Том Селлек (Магнум)             | Приватний детектив Магнум (CBS)             |
| 1983 | Ед Фландерс (Дональд Вестфолл)  | Сент-Елсвер (NBC)                           |
| 1983 | Джон Форсайт (Блейк Керрінгтон) | Династія (ABC)                              |
| 1983 | Вільям Деніелс (Марк Крейг)     | Сент-Елсвер (NBC)                           |
| 1983 | Деніел Траванті (Френк Фурілло) | Блюз Гілл стріт (NBC)                       |
| 1983 | Том Селлек (Магнум)             | Приватний детектив Магнум (CBS)             |
| 1984 | Том Селлек (Магнум)             | Приватний детектив Магнум (CBS)             |
| 1984 | Джон Форсайт (Блейк Керрінгтон) | Династія (ABC)                              |
| 1984 | Деніел Траванті (Френк Фурілло) | Блюз Гілл стріт (NBC)                       |
| 1984 | Вільям Деніелс (Марк Крейг)     | Сент-Елсвер (NBC)                           |
| 1985 | Вільям Деніелс (Марк Крейг)     | Сент-Елсвер (NBC)                           |
| 1985 | Деніел Траванті (Френк Фурілло) | Блюз Гілл стріт (NBC)                       |
| 1985 | Том Селлек (Магнум)             | Приватний детектив Магнум (CBS)             |
| 1985 | Дон Джонсон (Джеймс Крокетт)    | Поліція Маямі (NBC)                         |
| 1985 | Ед Фландерс (Дональд Вестфолл)  | Сент-Елсвер (NBC)                           |
| 1986 | Вільям Деніелс (Марк Крейг)     | Сент-Елсвер (NBC)                           |
| 1986 | Едвард Вудвард (Роберт Макколл) | Зрівнювач (CBS)                             |
| 1986 | Том Селлек (Магнум)             | Приватний детектив Магнум (CBS)             |
| 1986 | Брюс Вілліс (Девід Едісон)      | Детективне агентство «Місячне світло» (ABC) |
| 1986 | Ед Фландерс (Дональд Вестфолл)  | Сент-Елсвер (NBC)                           |
| 1987 | Брюс Вілліс (Девід Едісон)      | Детективне агентство «Місячне світло» (ABC) |
| 1987 | Едвард Вудвард (Роберт Макколл) | Зрівнювач (CBS)                             |
| 1987 | Корбін Бернсен (Ерні Бекер)     | Закон Лос-Анджелеса (NBC)                   |
| 1987 | Вільям Деніелс (Марк Крейг)     | Сент-Елсвер (NBC)                           |
| 1987 | Ед Фландерс (Дональд Вестфолл)  | Сент-Елсвер (NBC)                           |
| 1988 | Річард Кілі (Джо Гарднер)       | Рік життя (NBC)                             |
| 1988 | Едвард Вудвард (Роберт Макколл) | Зрівнювач (CBS)                             |
| 1988 | Корбін Бернсен (Ерні Бекер)     | Закон Лос-Анджелеса (NBC)                   |
| 1988 | Майкл Такер (Стюарт Марковіц)   | Закон Лос-Анджелеса (NBC)                   |
| 1988 | Рон Перлман (Вінсент)           | Красуня і чудовисько (CBS)                  |
| 1989 | Керрол О'Коннор (Білл Гіллеспі) | В серці ночі (NBC)                          |
| 1989 | Едвард Вудвард (Роберт Макколл) | Зрівнювач (CBS)                             |
| 1989 | Кен Вол (Вінні Терранова)       | Розумник (CBS)                              |
| 1989 | Майкл Такер (Стюарт Марковіц)   | Закон Лос-Анджелеса (NBC)                   |
| 1989 | Рон Перлман (Вінсент)           | Красуня і чудовисько (CBS)                  |

### 1990-ті
| 1990 | Пітер Фальк (Коломбо)                | Коломбо (ABC)                     |
| 1990 | Едвард Вудвард (Роберт Макколл)      | Зрівнювач (CBS)                   |
| 1990 | Роберт Лоджіа (Нік Манкусо)          | Манкусо з ФБР (NBC)               |
| 1990 | Скотт Бакула (Сем Бекет)             | Квантовий стрибок (NBC)           |
| 1990 | Кайл Меклеклен (Дейл Купер)          | Твін Пікс (ABC)                   |
| 1991 | Джеймс Ерл Джонс (Габріель Берд)     | Полум'я Габріеля (ABC)            |
| 1991 | Пітер Фальк (Коломбо)                | Коломбо (ABC)                     |
| 1991 | Скотт Бакула (Сем Бекетт)            | Квантовий стрибок (NBC)           |
| 1991 | Кайл Меклеклен (Дейл Купер)          | Твін Пікс (ABC)                   |
| 1991 | Майкл Моріарти (Бенджамін Стоун)     | Закон і порядок (NBC)             |
| 1992 | Крістофер Ллойд (Алістер Дімпл)      | Дорога в Ейвонлі (Disney Channel) |
| 1992 | Скотт Бакула (Сем Бекетт)            | Квантовий стрибок (NBC)           |
| 1992 | Майкл Моріарті (Бенджамін Стоун)     | Закон і порядок (NBC)             |
| 1992 | Кірк Дуґлас (Генерал Калтроб)        | Байки із склепу (HBO)             |
| 1992 | Роберт Морроу (Джоель Флейшман)      | Північна сторона (CBS)            |
| 1992 | Гаррісон Пейдж (Преподобний Волтерс) | Квантовий стрибок (NBC)           |
| 1992 | Сем Уотерстон (Форрест Бедфорд)      | Я відлечу (NBC)                   |
| 1993 | Том Скерріт (Джиммі Брок)            | Застава фехтуальників (CBS)       |
| 1993 | Скотт Бакула (Сем Бекетт)            | Квантовий стрибок (NBC)           |
| 1993 | Майкл Моріарті (Бенджамін Стоун)     | Закон і порядок (NBC)             |
| 1993 | Роберт Морроу (Джоель Флейшман)      | Північна сторона (CBS)            |
| 1993 | Сем Вотерстон (Форрест Бедфорд)      | Я відлечу (NBC)                   |
| 1994 | Денніс Франц (Енді Сіповіц)          | Поліція Нью-Йорка (ABC)           |
| 1994 | Майкл Моріарті (Бенджамін Стоун)     | Закон і порядок (NBC)             |
| 1994 | Том Скерріт (Джиммі Брок)            | Застава фехтувальників (CBS)      |
| 1994 | Пітер Фальк (Коломбо)                | Коломбо (ABC)                     |
| 1994 | Девід Карузо (Джон Келлі)            | Поліція Нью-Йорка (ABC)           |
| 1995 | Менді Патінкін (Джеффрі Гейгер)      | Чиказька надія (CBS)              |
| 1995 | Джордж Клуні (Даг Росс)              | Швидка допомога (NBC)             |
| 1995 | Ентоні Едвардс (Марк Грін)           | Швидка допомога (NBC)             |
| 1995 | Денніс Франц (Енді Сіповіц)          | Поліція Нью-Йорка (ABC)           |
| 1995 | Джиммі Смітс (Боббі Саймон)          | Поліція Нью-Йорка (ABC)           |
| 1996 | Денніс Франц (Енді Сіповіц)          | Поліція Нью-Йорка (ABC)           |
| 1996 | Джордж Клуні (Даг Росс)              | Швидка допомога (NBC)             |
| 1996 | Ентоні Едвардс (Марк Грін)           | Швидка допомога (NBC)             |
| 1996 | Андре Брауер (Френк Пемблтон)        | Забійний відділ (NBC)             |
| 1996 | Джиммі Смітс (Боббі Саймон)          | Поліція Нью-Йорка (ABC)           |
| 1997 | Денніс Франц (Енді Сіповіц)          | Поліція Нью-Йорка (ABC)           |
| 1997 | Ентоні Едвардс (Марк Грін)           | Швидка допомога (NBC)             |
| 1997 | Джиммі Смітс (Боббі Саймон)          | Поліція Нью-Йорка (ABC)           |
| 1997 | Девід Духовни (Фокс Малдер)          | Цілком таємно (20th Century Fox)  |
| 1997 | Сем Вотерстон (Джек Маккой)          | Закон і порядок (NBC)             |
| 1998 | Андре Брауер (Френк Пемблтон)        | Забійний відділ (NBC)             |
| 1998 | Ентоні Едвардс (Марк Грін)           | Швидка допомога (NBC)             |
| 1998 | Джиммі Смітс (Боббі Саймон)          | Поліція Нью-Йорка (ABC)           |
| 1998 | Девід Духовни (Фокс Малдер)          | Цілком таємно (20th Century Fox)  |
| 1998 | Денніс Франц (Енді Сіповіц)          | Поліція Нью-Йорка (ABC)           |
| 1999 | Денніс Франц (Енді Сіповіц)          | Поліція Нью-Йорка (ABC)           |
| 1999 | Джиммі Смітс (Боббі Саймон)          | Поліція Нью-Йорка (ABC)           |
| 1999 | Сем Вотерстон (Джек Маккой)          | Закон і порядок (NBC)             |
| 1999 | Джеймс Гандольфіні (Тоні Сопрано)    | Клан Сопрано (HBO)                |
| 1999 | Ділан Макдермотт (Боббі Доннелл)     | Практика (ABC)                    |

### 2000-ні
| 2000 | Джеймс Гандольфіні (Тоні Сопрано) | Клан Сопрано (HBO)                        |
| 2000 | Сем Вотерстон (Джек Маккой)       | Закон і порядок (NBC)                     |
| 2000 | Джеррі Орбах (Ленні Бріско)       | Закон і порядок (NBC)                     |
| 2000 | Мартін Шин (Джосая Бартлет)       | Західне крило (NBC)                       |
| 2000 | Деніс Франц (Енді Сіповіц)        | Поліція Нью-Йорка (ABC)                   |
| 2001 | Джеймс Гандольфіні (Тоні Сопрано) | Клан Сопрано (HBO)                        |
| 2001 | Мартін Шин (Джосая Бартлет)       | Західне крило (NBC)                       |
| 2001 | Роб Лоу (Сем Сіборн)              | Західне крило (NBC)                       |
| 2001 | Деніс Франц (Енді Сіповіц)        | Поліція Нью-Йорка (ABC)                   |
| 2001 | Андре Брауер (Бен Гідеон)         | Схрещування Гідеона (ABC)                 |
| 2002 | Майкл Чикліс (Вік Мекі)           | Щит (FX)                                  |
| 2002 | Мартін Шин (Джосая Бартлет)       | Західне крило (NBC)                       |
| 2002 | Майкл Голл (Девід Фішер)          | Клієнт завжди мертвий (HBO)               |
| 2002 | Пітер Краузе (Нейт Фішер)         | Клієнт завжди мертвий (HBO)               |
| 2002 | Кіфер Сазерленд (Джек Бауер)      | 24 (20th Century Fox)                     |
| 2003 | Джеймс Гандольфіні (Тоні Сопрано) | Клан Сопрано (HBO)                        |
| 2003 | Мартін Шин (Джосая Бартлет)       | Західне крило (NBC)                       |
| 2003 | Майкл Чикліс (Вік Мекі)           | Щит (FX)                                  |
| 2003 | Пітер Краузе (Нейт Фішер)         | Клієнт завжди мертвий (HBO)               |
| 2003 | Кіфер Сазерленд (Джек Бауер)      | 24 (20th Century Fox)                     |
| 2004 | Джеймс Спейдер (Алан Шор)         | Практика (ABC)                            |
| 2004 | Мартін Шин (Джосая Бартлет)       | Західне крило (NBC)                       |
| 2004 | Ентоні Лапалья (Джек Мелоун)      | Без сліду (CBS)                           |
| 2004 | Джеймс Гандольфіні (Тоні Сопрано) | Клан Сопрано (HBO)                        |
| 2004 | Кіфер Сазерленд (Джек Бауер)      | 24 (20th Century Fox)                     |
| 2005 | Джеймс Спейдер (Алан Шор)         | Юристи Бостона (ABC)                      |
| 2005 | Кіфер Сазерленд (Джек Бауер)      | 24 (FOX)                                  |
| 2005 | Г'ю Лорі (Грегорі Хаус)           | Доктор Хаус (FOX)                         |
| 2005 | Генк Азарія (Крейг Геффстод)      | Гефф (Showtime)                           |
| 2005 | Іян Макшейн (Ал Сверенджен)       | Дедвуд (HBO)                              |
| 2006 | Кіфер Сазерленд (Джек Бауэр)      | 24 (FOX)                                  |
| 2006 | Мартін Шин (Джосая Бартлет)       | Західне крило (NBC)                       |
| 2006 | Пітер Краузе (Нейт Фішер)         | Клієнт завжди мертвий (HBO)               |
| 2006 | Крістофер Мелоні (Еліот Стэеблер) | Закон і порядок: Спеціальний корпус (NBC) |
| 2006 | Деніс Лірі (Томмі Гевін)          | Врятуй мене (FX)                          |
| 2007 | Джеймс Спейдер (Алан Шор)         | Юристи Бостона (ABC)                      |
| 2007 | Кіфер Сазерленд (Джек Бауер)      | 24 (20th Century Fox)                     |
| 2007 | Г'ю Лорі (Грегорі Хаус)           | Доктор Хаус (20th Century Fox)            |
| 2007 | Деніс Лірі (Томмі Гевін)          | Врятуй мене (FX)                          |
| 2007 | Джеймс Гандольфіні (Тоні Сопрано) | Клан Сопрано (HBO)                        |
| 2008 | Браян Кренстон (Волтер Вайт)      | Пуститися берега (AMC)                    |
| 2008 | Г'ю Лорі (Грегорі Хаус)           | Доктор Хаус (20th Century Fox)            |
| 2008 | Джеймс Спейдер (Алан Шор)         | Юристи Бостона (ABC)                      |
| 2008 | Майкл Голл (Декстер Морган)       | Декстер (Showtime)                        |
| 2008 | Гебріел Бірн (Пол Вестон)         | Лікування (HBO)                           |
| 2008 | Джон Гемм (Дон Дрейпер)           | Божевільні (AMC)                          |
| 2009 | Браян Кренстон (Волтер Вайт)      | Пуститися берега (AMC)                    |
| 2009 | Г'ю Лорі (Грегорі Хаус)           | Доктор Хаус (20th Century Fox)            |
| 2009 | Саймон Бейкер (Патрік Джейн)      | Менталіст (CBS)                           |
| 2009 | Майкл Голл (Декстер Морган)       | Декстер (Showtime)                        |
| 2009 | Гебріел Бірн (Пол Вестон)         | Лікування (HBO)                           |
| 2009 | Джон Гемм (Дон Дрейпер)           | Божевільні (AMC)                          |

### 2010-ті
| 2010         | Браян Кренстон (Волтер Вайт)                | Пуститися берега (AMC)         |
| 2010         | Г'ю Лорі (Грегорі Хаус)                     | Доктор Хаус (20th Century Fox) |
| 2010         | Майкл Голл (Декстер Морган)                 | Декстер (Showtime)             |
| 2010         | Джон Гемм (Дон Дрейпер)                     | Божевільні (AMC)               |
| 2010         | Кайл Чендлер (Ерік Тейлор)                  | Нічні вогні п'ятниці (DirecTV) |
| 2010         | Метью Фокс (Джек Шепард)                    | Загублені (ABC)                |
| 2011         | Кайл Чендлер (Ерік Тейлор)                  | Нічні вогні п'ятниці (DirecTV) |
| 2011         | Г'ю Лорі (Грегорі Хаус)                     | Доктор Хаус (20th Century Fox) |
| 2011         | Майкл Голл (Декстер Морган)                 | Декстер (Showtime)             |
| 2011         | Джон Гемм (Дон Дрейпер)                     | Божевільні (AMC)               |
| 2011         | Стів Бушемі (Накі Томпсон)                  | Підпільна імперія (HBO)        |
| 2011         | Тімоті Оліфант (Рейлан Дживенс)             | Правосуддя (FX)                |
| 2012 (64-та) | Деміен Льюїс (Ніколас Броді)                | Батьківщина (Showtime)         |
| 2012 (64-та) | Г'ю Бонневіль (Роберт Кроулі)               | Абатство Даунтон (PBS)         |
| 2012 (64-та) | Стів Бушемі (Накі Томпсон)                  | Підпільна імперія (HBO)        |
| 2012 (64-та) | Браян Кренстон (Волтер Вайт)                | Пуститися берега (AMC)         |
| 2012 (64-та) | Майкл Голл (Декстер Морган)                 | Декстер (Showtime)             |
| 2012 (64-та) | Джон Гемм (Дон Дрейпер)                     | Божевільні (AMC)               |
| 2013 (65-та) | Джефф Деніелс (Вілл МакЕвой)                | Новини (HBO)                   |
| 2013 (65-та) | Г'ю Бонневіль (Роберт Кроулі)               | Абатство Даунтон (PBS)         |
| 2013 (65-та) | Браян Кренстон (Волтер Вайт)                | Пуститися берега (AMC)         |
| 2013 (65-та) | Деміен Льюїс (Ніколас Броді)                | Батьківщина (Showtime)         |
| 2013 (65-та) | Кевін Спейсі (Френсіс Дж. «Френк» Андервуд) | Картковий будинок (Netflix)    |
| 2013 (65-та) | Джон Гемм (Дон Дрейпер)                     | Божевільні (AMC)               |
| 2014 (66-та) | Браян Кренстон (Волтер Вайт)                | Пуститися берега (AMC)         |
| 2014 (66-та) | Джон Гемм (Дон Дрейпер)                     | Божевільні (AMC)               |
| 2014 (66-та) | Джефф Деніелс (Вілл МакЕвой)                | Новини (HBO)                   |
| 2014 (66-та) | Вуді Гаррельсон (Мартін Гарт)               | Справжній детектив (HBO)       |
| 2014 (66-та) | Меттью Мак-Конагей (Растін «Раст» Коул)     | Справжній детектив (HBO)       |
| 2014 (66-та) | Кевін Спейсі (Френсіс Дж. «Френк» Андервуд) | Картковий будинок (Netflix)    |
| 2015 (67-ма) | Джон Гемм (Дон Дрейпер)                     | Божевільні (AMC)               |
| 2015 (67-ма) | Боб Оденкірк Джим МакҐілл (Сол Ґудман)      | Краще подзвоніть Солу (AMC)    |
| 2015 (67-ма) | Кайл Чендлер (Джон Рейберн)                 | Родовід (Netflix)              |
| 2015 (67-ма) | Кевін Спейсі (Френсіс Дж. «Френк» Андервуд) | Картковий будинок (Netflix)    |
| 2015 (67-ма) | Джефф Деніелс (Вілл МакЕвой)                | Новини (HBO)                   |
| 2015 (67-ма) | Лієв Шрайбер (Рей Донован)                  | Рей Донован (Showtime)         |
| 2016 (68-ма) | Рамі Малек (Елліот Алдерсон)                | Містер Робот (USA Network)     |
| 2016 (68-ма) | Кайл Чендлер (Джон Рейберн)                 | Родовід (Netflix)              |
| 2016 (68-ма) | Кевін Спейсі (Френсіс Дж. «Френк» Андервуд) | Картковий будинок (Netflix)    |
| 2016 (68-ма) | Лієв Шрайбер (Рей Донован)                  | Рей Донован (Showtime)         |
| 2016 (68-ма) | Боб Оденкірк Джим МакҐілл (Сол Ґудман)      | Краще подзвоніть Солу (AMC)    |
| 2016 (68-ма) | Метью Ріс (Філіп Дженнінгз)                 | Американці (FX)                |
| 2017 (69-та) | Стерлінг К. Браун (Рендалл Пірсон)          | Це — ми (NBC)                  |
| 2017 (69-та) | Майло Вентімілья (Джек Пірсон)              | Це — ми (NBC)                  |
| 2017 (69-та) | Метью Ріс (Філіп Дженнінгз)                 | Американці (FX)                |
| 2017 (69-та) | Ентоні Гопкінс (Роберт Форд)                | Край «Дикий Захід» (HBO)       |
| 2017 (69-та) | Лієв Шрайбер (Рей Донован)                  | Рей Донован (Showtime)         |
| 2017 (69-та) | Кевін Спейсі (Френсіс Дж. «Френк» Андервуд) | Картковий будинок (Netflix)    |
| 2017 (69-та) | Боб Оденкірк Джим МакҐілл (Сол Ґудман)      | Краще подзвоніть Солу (AMC)    |
| 2018 (70-та) | Метью Ріс (Філіп Дженнінгз)                 | Американці (FX)                |
| 2018 (70-та) | Ед Гарріс (Людина в чорному)                | Край «Дикий Захід» (HBO)       |
| 2018 (70-та) | Джеффрі Райт (Бернард Лоу)                  | Край «Дикий Захід» (HBO)       |
| 2018 (70-та) | Джейсон Бейтман (Мартін «Марті» Бьорд)      | Озарк (Netflix)                |
| 2018 (70-та) | Майло Вентімілья (Джек Пірсон)              | Це — ми (NBC)                  |
| 2018 (70-та) | Стерлінг К. Браун (Рендалл Пірсон)          | Це — ми (NBC)                  |
| 2019 (71-ша) | Біллі Портер (Прей Телл)                    | Поза (FX)                      |
| 2019 (71-ша) | Джейсон Бейтман (Мартін «Марті» Бьорд)      | Озарк (Netflix)                |
| 2019 (71-ша) | Кіт Герінґтон (Джон Сноу)                   | Гра престолів (HBO)            |
| 2019 (71-ша) | Боб Оденкірк Джим МакҐілл (Сол Ґудман)      | Краще подзвоніть Солу (AMC)    |
| 2019 (71-ша) | Стерлінг К. Браун (Рендалл Пірсон)          | Це — ми (NBC)                  |
| 2019 (71-ша) | Майло Вентімілья (Джек Пірсон)              | Це — ми (NBC)                  |

### 2020-ті
| 2020 (72-га) | Джеремі Стронг (Кенделл Рой)            | Спадщина (HBO)          |
| 2020 (72-га) | Браян Кокс (Лоґан Рой)                  | Спадщина (HBO)          |
| 2020 (72-га) | Стів Карелл (Мітч Кесслер)              | Ранкове шоу (Apple TV+) |
| 2020 (72-га) | Стерлінг К. Браун (Рендалл Пірсон)      | Це — ми (NBC)           |
| 2020 (72-га) | Джейсон Бейтман (Мартін «Марті» Бьорд)  | Озарк (Netflix)         |
| 2020 (72-га) | Біллі Портер (Прей Телл)                | Поза (FX)               |
| 2021 (73-тя) | Джош О'Коннор (Чарльз, принц Уельський) | Корона (Netflix)        |
| 2021 (73-тя) | Метью Ріс (Перрі Мейсон)                | Перрі Мейсон (HBO)      |
| 2021 (73-тя) | Стерлінг К. Браун (Рендалл Пірсон)      | Це — ми (NBC)           |
| 2021 (73-тя) | Біллі Портер (Прей Телл)                | Поза (FX)               |
| 2021 (73-тя) | Реге-Жан Пейдж (Саймон Бассет)          | Бріджертони (Netflix)   |
| 2021 (73-тя) | Джонатан Мейджорс (Аттікус Фріман)      | Країна Лавкрафт (HBO)   |

## Лауреати декількох нагород
4 перемоги
- Денніс Франц
- Браян Кренстон

3 перемоги
- Білл Косбі
- Пітер Фальк
- Джеймс Гандольфіні
- Джеймс Спейдер
- Роберт Янг

2 перемоги
- Едвард Аснер
- Реймонд Берр
- Вільям Деніелс
- Е. Г. Маршалл
- Деніел Дж. Траванті